# Jewish Institute for National Security Affairs
Das Jewish Institute for National Security Affairs (deutsch: Jüdisches Institut für Nationale Sicherheitsangelegenheiten) ist eine konservative Denkfabrik in den Vereinigten Staaten mit guten Kontakten zum Verteidigungsministerium der Vereinigten Staaten und zur amerikanischen Bundesregierung.

## Zielsetzung
JINSA ist spezialisiert auf die Beförderung militärischer Kooperation zwischen den USA und Israel. Nach eigenen Angaben definiert die Organisation zwei Aufgaben für sich:
1. „Die amerikanische Öffentlichkeit über die Bedeutung einer wirksamen US-Verteidigungskraft zu informieren, so dass unsere lebenswichtigen Interessen geschützt werden können.“
2. „Die amerikanische Verteidigungs- und außenpolitische Gemeinschaft über die wichtige Rolle zu informieren, die Israel bei der Unterstützung demokratischer Interessen im Mittelmeerraum und im Nahen Osten spielen kann, und die sie spielt.“

Um diese Ziele zu erreichen organisiert die JINSA unter anderem regelmäßig Treffen zwischen amerikanischen Politikern und Mitgliedern des israelischen Likud-Blocks.

## Geschichte
JINSA wurde 1976 von Richard Perle und Michael Ledeen gegründet. Damals ein loser Zusammenschluss von Gleichgesinnten, hat sich das Institut zu einem straff organisierten Unternehmen mit einem geschätzten Vermögen von 1,4 Milliarden US-Dollar entwickelt.

## Aufbau der Organisation
JINSA wird zurzeit von Präsident Norman Hascoe und dem Vorsitzenden Mark Broxmeyer geleitet. Der Exekutivdirektor ist Thomas Neumann, der zuvor Vizepräsident von B’nai B’rith International war.
Die Beraterkommission der JINSA besteht aus 48 Personen, darunter befinden sich Richard Perle, R. James Woolsey und 25 pensionierten Generäle.

## Mitglieder
Bevor sie unter der Regierung Bush jun. in das Weiße Haus einzogen, gehörten unter anderem Dick Cheney und Doug Feith der JINSA an.
Michael Ledeen ist eine der führenden Personen der Organisation.

## Kritik
Kritiker werfen JINSA u. a. vor, Gegner des Friedensprozesses im Nahen Osten zu sein; dementsprechend versuche der Think-Tank, die US-Regierung im Sinne der neokonservativen Programmatik zu beeinflussen.